# Kokuhonsha

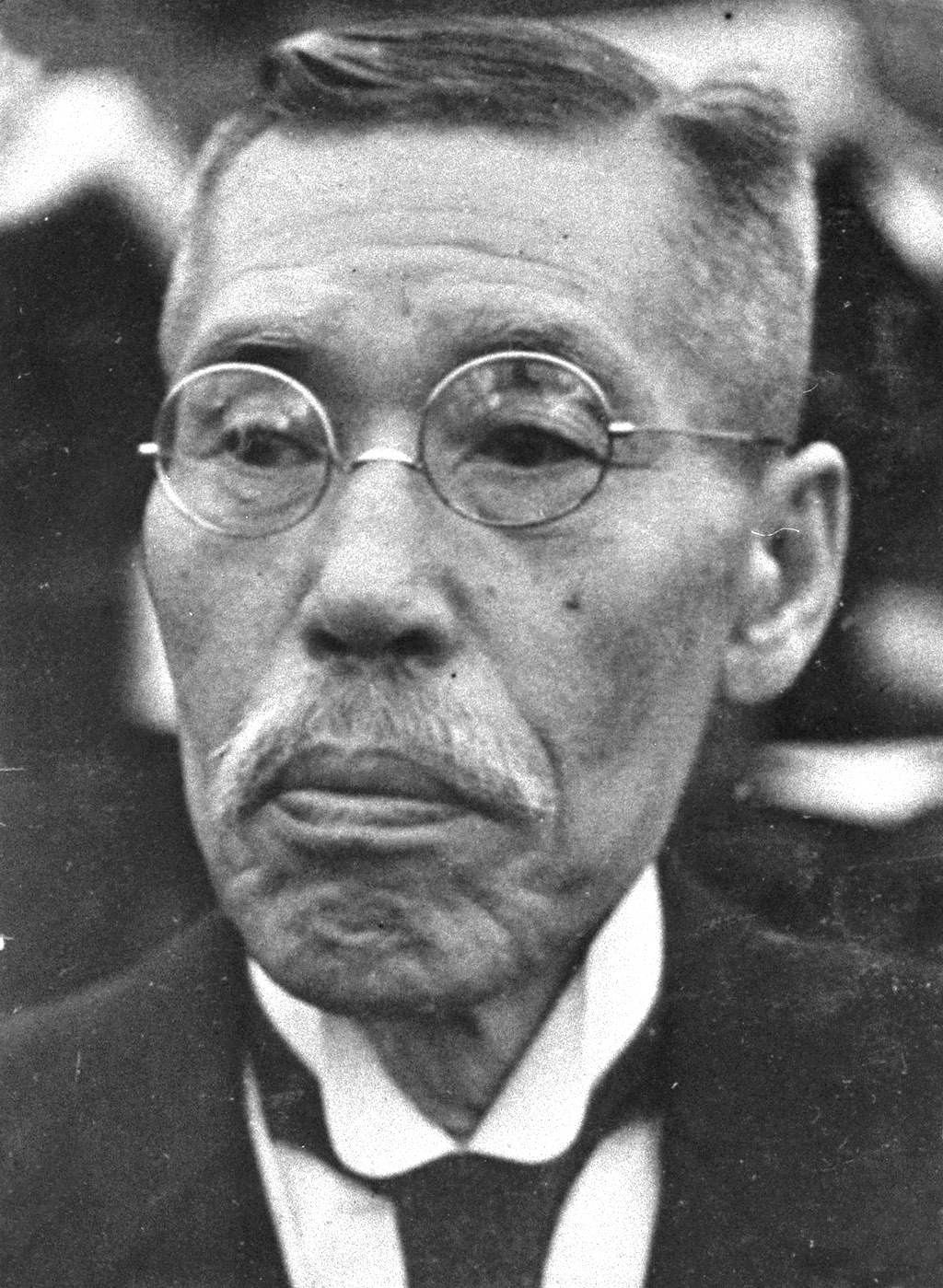
Kiichirō Hiranuma, le fondateur du Kokuhonsha.

Le Kokuhonsha (国本社, Société nationale de fondation) est une organisation politique japonaise nationaliste active à la fin des années 1920 et au début des années 1930.

## Histoire
Le Kokuhonsha est fondé en 1924 par le ministre de la Justice conservateur et président de la chambre des pairs du Japon, Kiichirō Hiranuma. Il appelle les patriotes japonais à rejeter les différents « -ismes » politiques étrangers (comme le socialisme, le communisme, le Marxisme, l'anarchisme, etc.) en faveur d'un « esprit national japonais » vaguement défini (Kokutai). Le nom « kokuhon » et choisi car il est le contraire du mot « minpon », de minpon shugi, traduction japonaise du mot « démocratie », et le parti soutient ouvertement l'idéologie totalitaire. Le politicien genrō Saionji Kinmochi critique publiquement l'organisation pour promouvoir le fascisme japonais.
Parmi les membres du Kokuhonsha se trouvent beaucoup de confrères de Hiranuma du ministère des Affaires intérieures, d'importants hommes d'affaires, ainsi que de puissants généraux et amiraux, comme Sadao Araki, Jinzaburō Masaki, Saitō Makoto, et Yamakawa Kenjirō, en plus de l'amiral Tōgō Heihachirō qui occupe le poste de vice-président honoraire. En 1936, le parti affirme compter plus de 200 000 membres dans 170 branches. Le Kokuhonsha publie un journal et gère un groupe de soutien politique à Hiranuma.
Cependant, après la nomination de Hiranuma à la présidence du conseil privé, il n'a plus besoin du soutien d'un groupe d'action politique. L'incident du 26 février 1936, durant lequel de nombreux personnages importants expriment leur soutien aux insurgés, sert de prétexte à Hiranuma pour ordonner la dissolution de l'organisation.

## Source de la traduction
- (en) Cet article est partiellement ou en totalité issu de l’article de Wikipédia en anglais intitulé « Kokuhonsha » (voir la liste des auteurs).